# ロニ・サイズ
ロニ・サイズ（英: Roni Size、1969年10月29日 - ）は、イギリスの音楽プロデューサー、DJ。ブリストル出身。

## 概要
ドラムンベース・グループ「レプラゼント」を率い、かつてマーキュリー賞を受賞した。ジャマイカ移民の息子で、ブリストルの郊外セント・アンドリュースで育つ。ゆえにレゲエに影響されている。16歳のときに放校処分を受けた。ブリストルのサウンドシステム「ワイルド・バンチ」（マッシヴ・アタックの前身）が運営するハウス・パーティーに入り浸る。
彼は、彼の地元の青年クラブで音楽制作についての基本を学ぶ。彼は彼の兄の影響でサンプラーを買って、ホーム・スタジオを設置した。彼の将来の音楽パートナーとなるKrustは、全英シングルチャートで「Wishing on a Star」というトップ10ヒットを放ったフレッシュ4 (Fresh 4)のメンバーだった。

## ディスコグラフィ

### スタジオ・アルバム
- Touching Down (2002年)
- Return to V (2004年)
- Take Kontrol (2014年)

### コラボレーション・アルバム
- 『ニュー・フォーム』 - New Forms (1997年) ※ロニ・サイズ・アンド・レプラゼント名義
- 『レプリカ』 - Replica - The Remix Album (1997年) ※リミックス・アルバム。ロニ・サイズ・アンド・レプラゼント名義。5曲目「Brown Paper Bag」は竹村延和によるリミックス。
- 『ウルトラ・オブシーン』 - Ultra-Obscene (1999年) ※with ブレイクビート・エラ
- 『イン・ザ・モード』 - In the Møde (2000年) ※ロニ・サイズ・アンド・レプラゼント名義
- 『シェア・ザ・フォール』 - New Forms² (2008年) ※ロニ・サイズ・アンド・レプラゼント名義
- Past & Present (2016年) ※with Krust

### シングル、EP
- "Witchcraft" (1994年) ※フィーチャリング・Krust
- "Fashion" (1995年)
- "Square Off" (1996年)
- "Snapshot" (1999年)
- "26 Bass" (1999年)
- "Sound Advice" (2002年)
- "Playtime" (2002年)
- "Snapshot 3" (2003年)
- "Out of Breath" (2004年)
- "Touching Down, Vol. 2" (2005年)
- "Friends" (2006年)
- "Kops & Robbers" (2009年)
- "Out of Order" (2010年)
- "Size Matters" (2014年)
- ”Edition 1 (Vintage)”(2021年)

### コンピレーション、DJミックス
- Music Box (1993年)
- Through the Eyes (2000年)

## 参照
1. ↑  Strong, Martin C. (2000). The Great Rock Discography (5th ed.). Edinburgh: Mojo Books. pp. 886–887. ISBN 1-84195-017-3